# 田ノ口村 (岡山県)
田ノ口村（たのくちそん）は、岡山県児島郡にあった村。現在の倉敷市の一部にあたる。

## 地理
児島半島の南部に位置していた。
- 山岳：仙随山、岩滝山[2]
- 海洋：瀬戸内海[2]

## 歴史
- 1889年（明治22年）6月1日、町村制の施行により、児島郡引網村、田之口村が合併して村制施行し、田ノ口村が発足[1][2]。旧村名を継承した引網、田ノ口の2大字を編成[2]。
- 1902年（明治35年）引網漁業組合設立[2]。
- 1903年（明治36年）田ノ口漁業組合設立[2]。
- 1906年（明治39年）4月1日、児島郡木見村大字山村を編入[1][2]。3大字となる[2]。
- 1907年（明治40年）4月1日、児島郡鴻村と合併し琴浦村を新設して廃止された[1][2]。合併後、琴浦村大字引網・田ノ口・山村となる[2]。その後、田ノ口は田の口と表記される[2]。

### 地名の由来
古くは田ノ口ノ津と称され、山すそで水田も少なく、すぐ海となり湊があったことによるものか。

## 産業
- 農業、漁業、製塩、海運、織物[2]
- 1893年（明治26年）織物太盛が操業して織物製造を開始[2]。

## 教育
- 1876年（明治9年）仙随小学開校[2]。1890年（明治23年）仙随小学校、琴浦小学校を廃止して田ノ口尋常小学校を設置[2]。1906年（明治39年）木見小学校の支校を山村小学校に改称[2]。